# Garbancito

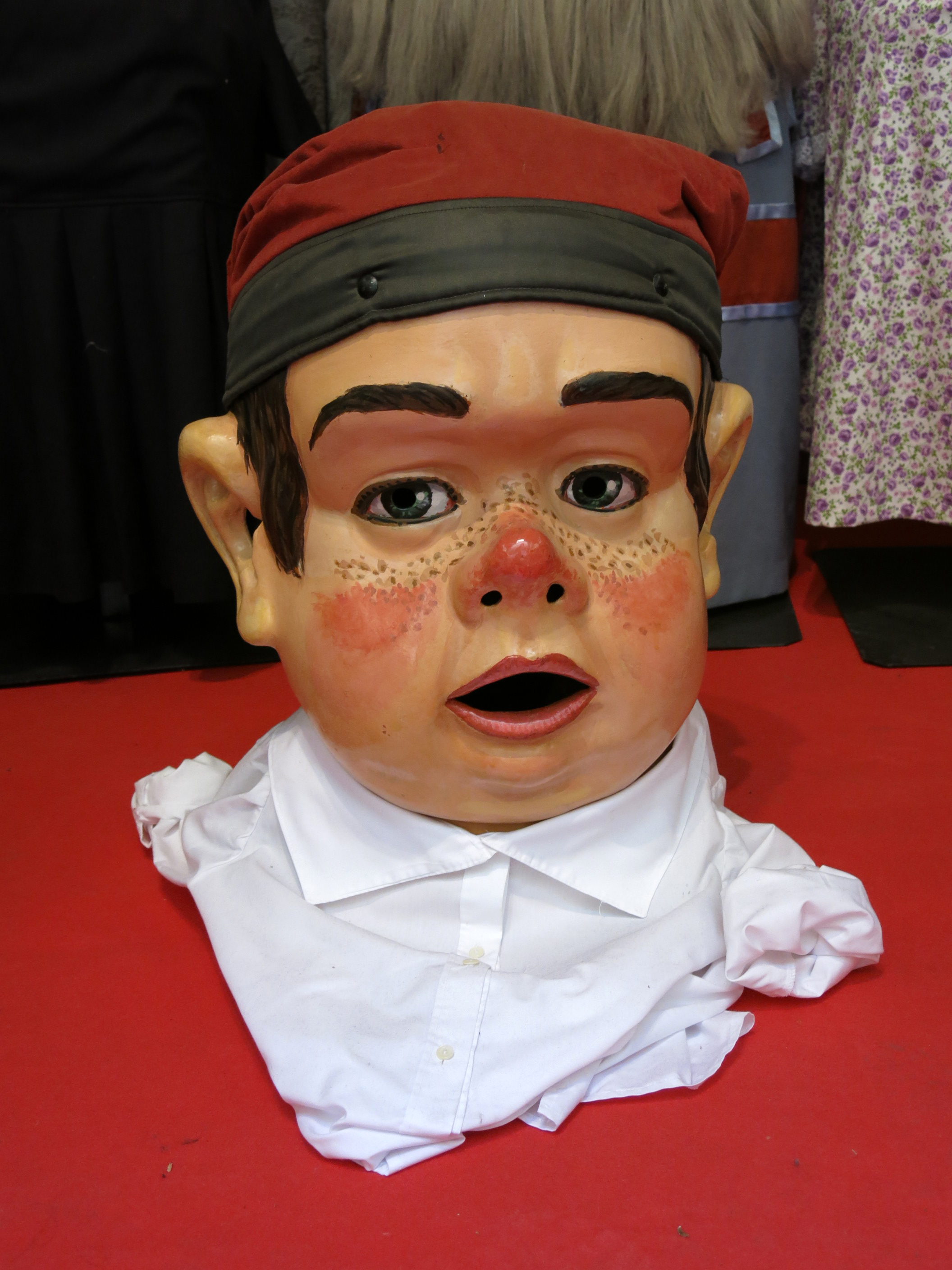
Cabezudo de Mataró, figura del Patufet

Garbancito —en catalán: Patufet— es un cuento infantil tradicional español, con origen en Cataluña. En él, Garbancito es un niño tan pequeño, tan pequeño, que cuando va por la calle tiene que ir cantando una breve canción para que no lo pisen. En castellano, es el personaje Garbancito, que va cantando:

¡Pachín, pachán, pachón,

mucho cuidado con lo que hacéis!

¡Pachín, pachán, pachón,

a Garbancito no piséis!

Un día, al refugiarse de la lluvia bajo una col, es comido por un buey, y sólo es liberado cuando sus padres hacen que el animal expulse al Patufet a base de darle de comer muchas coles. En todas las versiones del cuento, a Garbancito o Patufet lo sacan de la barriga de un buey o de otro animal grande. En lo que sí difieren las distintas versiones del cuento es en la forma como el héroe logra salir de esa situación.
El citado se trata probablemente del más conocido de los cuentos populares para niños en Cataluña, y va acompañado de expresiones en sus diálogos que se han convertido en clásicos populares. La frase a la panxa del bou, que no hi neva ni hi plou («en la barriga del buey, donde ni nieva ni llueve») es muy popular y conocida, y para mantener la rima del catalán se modificó ligeramente en castellano.
Se han realizado muchos vídeos y distintas adaptaciones del cuento. Una de ellas es la de AC Johansson y Salvador Trinxet.
El nombre de este personaje inspiró el nombre en español de «Pitufos». Sin embargo, en Cataluña los seres azules se llaman Barrufets, y no Patufets. En francés, por ejemplo, los pitufos son los Schtroumpfs; en alemán Schlümpfe.
El título de la revista El Patufet está inspirado en este cuento.